# Tượng Roland Bremen
Tượng Roland Bremen là một bức tượng Roland được xây dựng vào năm 1404 tại Quảng trường chợ của Bremen, Đức. Từ năm 1973, tượng Roland Bremen là một di tích được bảo vệ và vào năm 2004, nó cùng với tòa đô chính Bremen được UNESCO công nhận là Di sản thế giới.

## Mô tả
Công trình bằng đá vôi cao 5,47 mét đứng trên một đài cao 0,6 mét. Ở phía sau, nó được hỗ trợ bởi một cột đỡ cao 10,21 mét có một trướng được trang trí theo kiến trúc Gothic khiến nó trở thành bức tượng đứng tự do lớn nhất thời Trung Cổ ở Đức. Bức tượng mang hình thức của kỵ sĩ Roland, các hiệp sĩ Paladin của Hoàng đế La Mã Thần thánh thứ nhất Charlemagne và các anh hùng của Trận chiến Đèo Roncevaux. Vì vậy, Roland đứng trên quảng trường chợ với tư cách là đại diện của hoàng đế, người bảo vệ thành phố khi ông tuyên bố và đảm bảo các quyền và tự do cấp cho thành phố. Thanh kiếm Durendal không có vỏ đựng là biểu tượng của quyền tài phán hơn là biểu tượng của một hiệp sĩ và chiếc khiên được trang trí hình ảnh đại bàng hai đầu. Trên tấm khiên là dòng chữ có nội dung "vryheit do ik ju openbar / d 'karl vnd mēnich vorst vorwar / tráng miệng stede ghegheuen hat / des danket god' is mī radt", có nghĩa là "Sự tự do mà ta tuyên bố cho ngươi / điều mà Karl và nhiều nhà quý tộc thực sự / đã ban cho nơi này / Cảm ơn Chúa vì đây là lời chỉ dẫn của ta." Dưới chân của Roland là một hình ảnh người nhỏ bé được giải thích là biểu hiện của cho việc chinh phục những người Frisia.
Đối với vị trí và hướng của bức tượng, khoảng cách gần với tòa thị chính (được xây dựng cùng thời điểm) và hướng đến trục đường Ostertor-Obernstraße. Trong khi ánh mắt của Roland hướng về phía nhà thờ, trước đây được coi là một cử chỉ quyền lực nhắm vào tổng giám mục của thành phố, ngày nay thông điệp về điều này chính là nhằm chống lại nhà thờ và tổng giám mục.
Các bức tượng của Roland xuất hiện ở nhiều thành phố của Đế quốc La Mã Thần thánh như biểu tượng của sự tự do của thành phố. Bức tượng Roland ở Bremen là ví dụ lâu đời nhất còn sót lại. Từ Bremen, biểu tượng của tự do lan sang các thành phố khác và trở thành biểu tượng của Châu Âu mới.

## Lịch sử
Bức tượng ban đầu bằng gỗ bị đốt cháy vào đêm 29 tháng 5 năm 1366, bởi quân đội của Tổng giám mục vương quyền Albert II. Có lẽ nó đã được dựng lên từ năm 1340 hoặc 1350, giống như hình ảnh của những bức tượng Roland cổ khác. Đến năm 1404, trước khi bắt đầu xây dựng tòa thị chính, hội đồng thành phố Bremen đã cho xây dựng bức tượng Roland bằng đá. Các thợ đá Claws Zeelleyher và Jacob Olde được trả tiền để tiến hành công việc.
Công trình sử dụng đá vôi được khai thác từ đồi Elm gần Harz, trong khi cột trụ bằng đá sa thạch từ Obernkirchen. Vào thế kỷ 18, nó được sơn màu xám, sau này màu sác của đá nhạt dần hơn. Khoảng năm 1811, tượng Roland Bremen có nguy cơ bị phá bỏ khi một hội trường chợ được lên kế hoạch, nhưng điều này đã không được thực hiện.